# Basket-Ball Club Amicale
Il Basket-Ball Club Amicale è una società cestistica avente sede a Steesel, in Lussemburgo. Fondata nel 1947, gioca nel campionato di pallacanestro lussemburghese.

## Palmarès
- Campionato lussemburghese: 10

1970-71, 1972-73, 1977-78, 1979-80, 1980-81, 2015-16, 2016-17, 2017-18, 2021-22, 2023-24
- Coppa del Lussemburgo: 7

1971, 1978, 1979, 1980, 2015, 2017, 2018